# Нилс Бејерот
Нилс Бејерот (швед. Nils Bejerot; Стокхолм, 21. септембар 1921 — Стокхолм, 29. новембар 1988), био је шведски психијатар и криминолог, који је познат по неколико ствари:
- Био је саветник током отмице на Нормалмсторгу, након које је био члан психијатријског саветничког тима, те је позиционирао термин стокхолмски синдром, који означава начин на који некад отети реагује на ситуацију отмице.
- Био је оштар противник било какаве легализације наркотика, за разлику од неких колега који су заступали прицип нулте толеранације,
- Био је оштар противник насиља у комичним стриповима и цртаним серијалима за децу, које је било и тема његове књиге „Деца, комични серијали и друштво“, која се ослања на рад Фредерика Вертхама „Завођење невиних“.

Неки га сматрају великим хуманистом, који је заступао једину ваљану теорију о злоупотреби наркотичких средстава, док су га други оспоравали и сматрали реакционарним.